# 삼양패키징
삼양패키징(Samyang Packaging Corp.)는 삼양그룹 계열의 대한민국의 포장재 제조업체이다.

## 상장
2017년 11월 29일 공모가 26,000원에 코스피 시장에 상장하였다.

## 같이 보기
- 삼양그룹
- 효성
- 페트병

## 참고문헌
1. ↑  삼양패키징, '아셉틱' 점유율 급락…대규모 투자가 대안 될까, 뉴스토마토, 2023-08-22
2. ↑  삼양패키징, 원자재價 하락에 2분기 '방긋', 딜사이트, 2023.08.11